# Puntal de Sierra Alhamilla
El Puntal de Sierra Alhamilla es la segunda cima más importante de Sierra Alhamilla, al sur de la provincia de Almería (España). Su vértice geodésico se encuentra a 1288 m s. n. m. Administrativamente, se encuentra en el límite de los términos municipales de Tabernas y Pechina.

## Descripción
Se encuentra al oeste de la sierra, a unos 8 km del pico Colativí, la montaña más alta. Sobre su cima hay un recinto cercado que alberga un edificio y repetidor de RTVE, dos naves militares y una torre de vigilancia de incendios del I.A.R.A. Estas antenas son características y especialmente visibles desde otros puntos del sur de la provincia.
En cuanto a la vegetación, se compone principalmente de pinares y encinares en su parte superior; y matorral y monte bajo a menor altitud.
Es accesible mediante pista forestal desde el parque temático Oasys, por el sur; o desde el pico Colativí, por el oeste. En el pasado fue accesible desde Los Baños de Sierra Alhamilla, siendo este camino ahora de titularidad privada, aunque el actual dueño aún permite que este sea transitado libremente por senderistas.

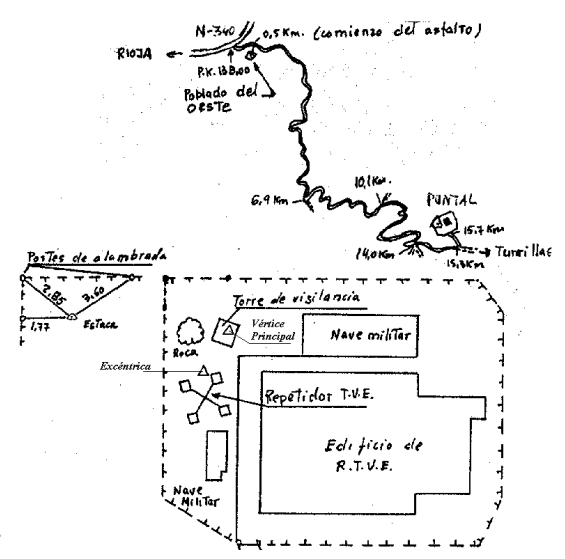
Esquema del acceso y la cima del Puntal, proporcionado por el IGN